# Meyenaster gelatinosus
Meyenaster gelatinosus är en sjöstjärneart som först beskrevs av Meyen 1834.  Meyenaster gelatinosus ingår i släktet Meyenaster och familjen trollsjöstjärnor. Inga underarter finns listade i Catalogue of Life.